# Liste des distinctions d'Angèle
La liste des distinctions d'Angèle comprend les récompenses et nominations reçues par la chanteuse.

## Cérémonies

### Victoires de la musique(FR)
| Année | Travail nommé                | Récompense                          | Résultat   |
| ----- | ---------------------------- | ----------------------------------- | ---------- |
| 2019  | Brol                         | Album révélation de l'année         | Lauréat    |
| 2019  | Tout oublier ft. Roméo Elvis | Création audiovisuelle              | Lauréat    |
| 2020  | Brol Tour                    | Concert de l'année                  | Lauréat    |
| 2020  | Balance ton quoi             | Création audiovisuelle              | Nomination |
| 2020  | Angèle                       | Artiste interprète féminine         | Nomination |
| 2022  | Bruxelles je t'aime          | Création audiovisuelle              | Nomination |
| 2022  | Bruxelles je t'aime          | Chanson originale                   | Nomination |
| 2023  | Nonante-Cinq                 | Album de l'année                    | Nomination |
| 2023  | Nonante-Cinq                 | Album le plus streamé d'une artiste | Lauréat    |
| 2023  | Angèle                       | Artiste interprète féminine         | Lauréat    |

### D6bels Music Awards(BE)
| Année | Travail nommé    | Catégorie                        | Résultat   |
| ----- | ---------------- | -------------------------------- | ---------- |
| 2018, | Brol             | Album de l'année                 | Lauréat    |
| 2018, | Angèle           | Artiste solo féminine            | Lauréat    |
| 2018, | Angèle           | Chanson française                | Lauréat    |
| 2018, | Angèle           | Concert                          | Nomination |
| 2018, | Angèle           | Musicien                         | Nomination |
| 2018, | Angèle           | Auteur / compositeur             | Nomination |
| 2018, | La Thune         | Videoclip                        | Nomination |
| 2018, | La loi de Murphy | Hit de l'année                   | Nomination |
| 2019, | Angèle           | Artiste féminine solo de l'année | Lauréat    |
| 2019, | Angèle           | Chanson française                | Lauréat    |
| 2019, | Angèle           | Concert                          | Lauréat    |
| 2019, | Balance ton quoi | Clip vidéo                       | Lauréat    |
| 2019, | Balance ton quoi | Hit de l'année                   | Nomination |

### Red Bull Elektropedia Awards (BE)
| Année | Travail nommé    | Catégorie           | Résultat   |
| ----- | ---------------- | ------------------- | ---------- |
| 2018  | Angèle           | Artist of the Year  | Lauréat    |
| 2018  | Angèle           | Breakthrough artist | Lauréat    |
| 2018  | Je Veux Tes Yeux | Best video          | Nomination |
| 2018  | Je Veux Tes Yeux | Best Song           | Lauréat    |
| 2019  | Angèle           | Artist of the Year  | Nomination |
| 2019  | Angèle           | Best live act       | Nomination |
| 2019  | Balance ton quoi | Best video          | Lauréat    |

### NRJ Music Awards(FR)
| Année | Travail nommé                       | Catégorie                               | Résultat   |
| ----- | ----------------------------------- | --------------------------------------- | ---------- |
| 2019, | Angèle & Roméo Elvis                | Groupe ou duo francophone de l’année    | Nomination |
| 2019, | Angèle                              | Artiste féminine francophone de l'année | Lauréat    |
| 2019, | Tout oublier – Angèle & Roméo Elvis | Chanson francophone de l'année          | Lauréat    |
| 2019, | Tout oublier – Angèle & Roméo Elvis | Clip de l'année                         | Nomination |
| 2019, | Balance ton quoi                    | Performance francophone de la soirée    | Nomination |
| 2022  | Angèle                              | Artiste féminine francophone de l’année | Lauréat    |
| 2022  | Démons – Angèle ft. Damso           | Collaboration francophone de l’année    | Nomination |
| 2022  | Démons – Angèle ft. Damso           | Clip francophone de l’année             | Nomination |
| 2023  | Angèle                              | Tournée francophone de l'année          | Nomination |

### Music Industry Awards(BE)
| Année | Travail nommé                | Catégorie             | Résultat   |
| ----- | ---------------------------- | --------------------- | ---------- |
| 2018, | Brol                         | Album                 | Nomination |
| 2018, | Brol                         | Artwork               | Lauréat    |
| 2018, | Angèle                       | Auteur / compositeur  | Nomination |
| 2018, | Angèle                       | Percée de l'année     | Lauréat    |
| 2018, | Angèle                       | Artiste solo féminine | Lauréat    |
| 2018, | Angèle                       | Chanson pop           | Nomination |
| 2018, | La loi de Murphy             | Vidéoclip             | Nomination |
| 2019  | Tout oublier ft. Roméo Elvis | Hit de l'année        | Lauréat    |
| 2019  | Balance ton quoi             | Vidéoclip             | Lauréat    |
| 2019  | Angèle                       | Artiste solo féminine | Lauréat    |
| 2019  | Angèle                       | Prestation live       | Lauréat    |
| 2019  | Angèle                       | Chanson pop           | Lauréat    |
| 2022  | Angèle                       | Pop                   | Lauréat    |
| 2022  | Angèle                       | Artiste solo féminine | Lauréat    |
| 2022  | Angèle                       | Auteur/Compositeur    | Nomination |
| 2022  | Oui ou non                   | Hit de l'année 2020   | Nomination |
| 2022  | Fever (avec Dua Lipa)        | Hit de l'année 2021   | Lauréat    |
| 2022  | Bruxelles je t'aime          | Clip vidéo            | Nomination |
| 2023  | Angèle                       | Pop                   | Nomination |
| 2023  | Angèle                       | Artiste solo féminine | Nomination |
| 2023  | Angèle                       | Auteur/Compositeur    | Nomination |
| 2023  | Angèle                       | Musicien              | Nomination |
| 2023  | Nonante-Cinq                 | Album                 | Nomination |
| 2023  | Nonante-Cinq                 | Artwork               | Nomination |
| 2023  | Bruxelles je t'aime          | Hit de l'année        | Nomination |
| 2024  | Sunflower (avec Tamino)      | Clip vidéo            | Lauréat    |

### Olympia Awards (FR)
| Année | Travail nommé | Catégorie          | Résultat |
| ----- | ------------- | ------------------ | -------- |
| 2019  | Angèle        | Artiste de l'année | Lauréat  |

### MTV Europe Music Awards
| Année | Travail nommé | Catégorie          | Résultat   |
| ----- | ------------- | ------------------ | ---------- |
| 2018  | Angèle        | Meilleur act belge | Nomination |
| 2020  | Angèle        | Meilleur act belge | Lauréat    |

### Fnac Spectacles Awards
| Année | Travail nommé     | Catégorie                      | Résultat |
| ----- | ----------------- | ------------------------------ | -------- |
| 2022  | Nonante-Cinq Tour | Tournée Francophone de l'année | Lauréat  |

### Pure Charts Awards
| Année | Travail nommé | Catégorie                               | Résultat |
| ----- | ------------- | --------------------------------------- | -------- |
| 2023  | Angèle        | Artiste féminine francophone de l'année | Lauréat  |